# COEX商場
COEX商場（韓語：스타필드 코엑스몰）是韓國首爾特別市一座大型購物商場，位於江南區的綜合貿易中心內，是韓國最大的購物商場，面積有85,000平方米，是首爾綜合運動場的23倍，每日遊客有10萬人次。除300間以上商店及餐廳外，亦設有電影院、夜總會、泡菜博物館及水族館等娛樂設施。總合展示場以及整個商場翻新工程在2013年3月開始，2014年11月底完成。到2017年，中央廣場改建為星空圖書館，藏書達50,000本。3個高達13公尺的中央支柱改為的巨大書牆，變成為新景點。

## 主要設施

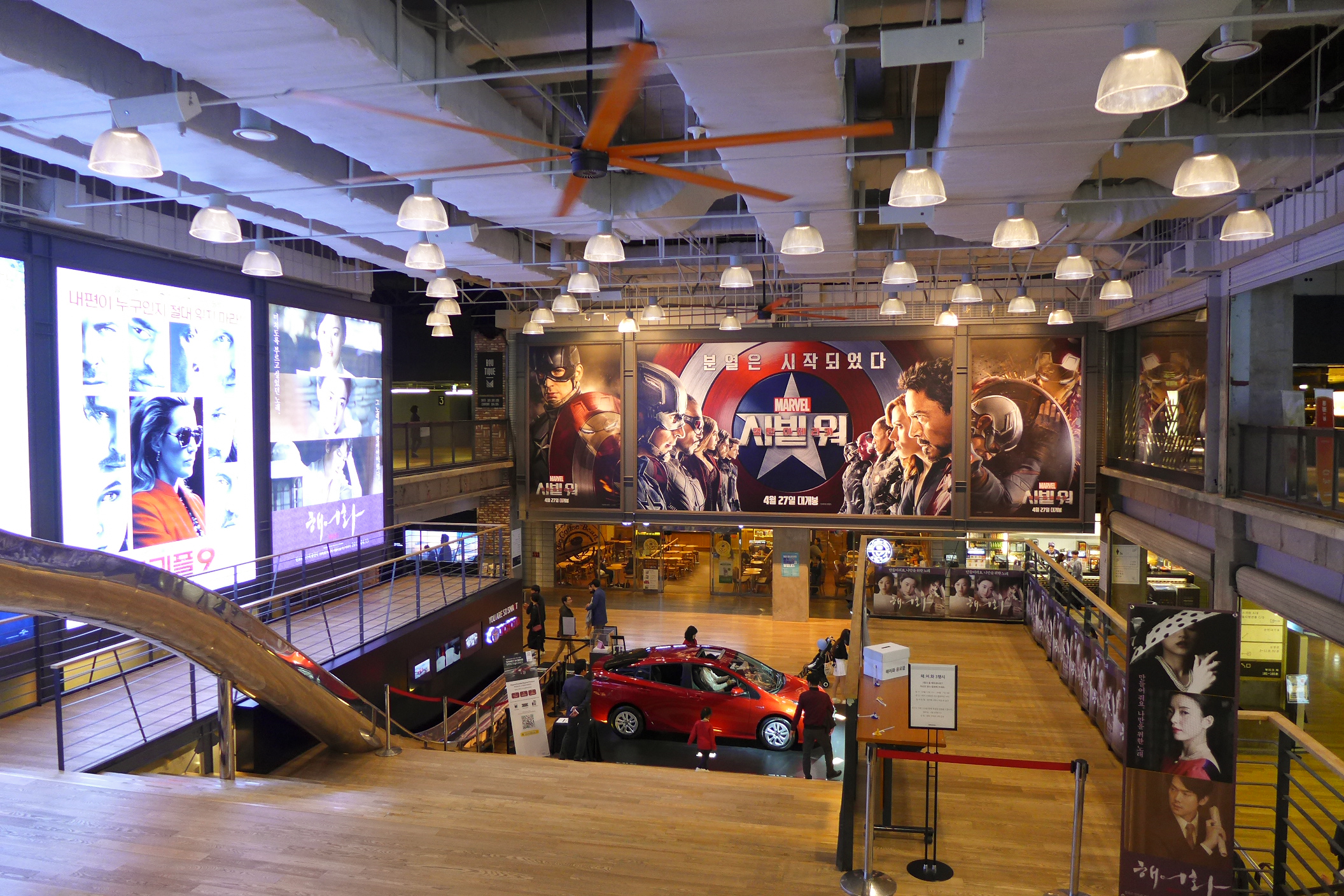
Megabox電影中心
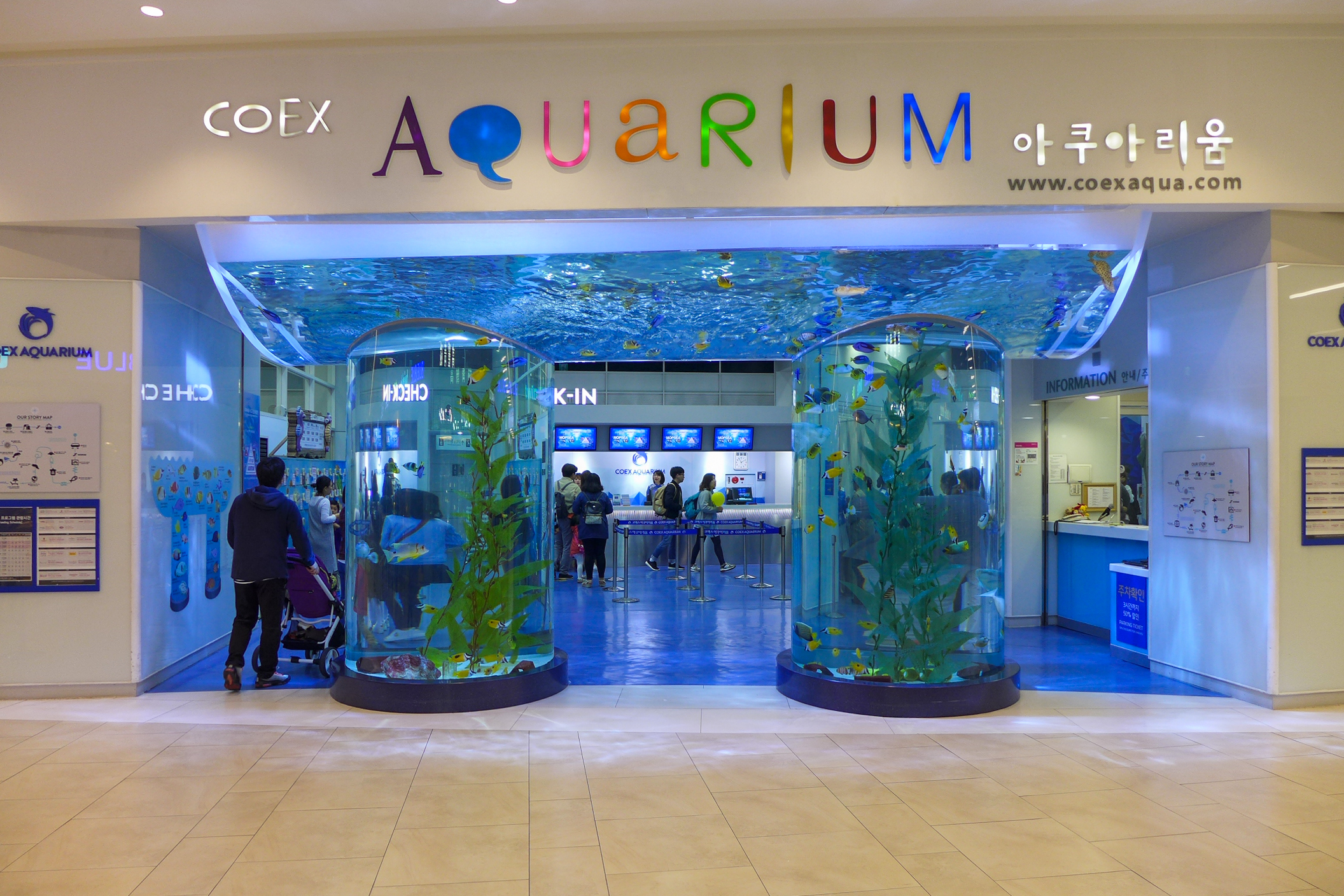
SMTOWN COEX Artium，2014年開幕，設SM Entertainment經紀公司所營運的複合式文化設施
- COEX水族館

- Megabox電影中心
- COEX水族館

## 交通
- 地鐵
  - ●首爾地鐵2號線 三成站
  - ●首爾地鐵9號線 奉恩寺站
- 巴士
  - 幹線：143、146、301、333、341、342、360、362、401、740、N13、N61
  - 支線：2413、2415、3217、3411、3412、3414、4318、4419

## 外部連結
- COEX商場